# Lunar Lander (videojoc de 1979)
Lunar Lander és una màquina recreativa per a un sol jugador del subgènere de Lunar Lander. Va ser desenvolupat per Atari, Inc. i llançat l'agost de 1979. En el joc, el jugador controla un mòdul d'aterratge lunar com es veu des d'un lateral i s'intenta aterrar amb seguretat sobre la Lluna. El jugador crema punts de combustible per girar el mòdul i engega un propulsor per contrarestar la gravetat, guanyant punts en funció de la destresa i dificultat de l'aterratge. El joc restablirà el mòdul després de cada aterratge amb èxit o accident amb un nou terreny d'aterratge i acaba quan el jugador es queda sense combustible. Els jugadors poden inserir més monedes en qualsevol moment per comprar més combustible, permetent una jugabilitat indefinida.
El desenvolupament del joc va començar amb la creació d'un motor de gràfics vectorials d'Atari després del llançament del joc Space Wars de 1978 per Cinematronics. Després de la seva finalització, el co-dissenyador del motor Howard Delman va proposar utilitzar-lo per crear un joc de Lunar Lander, un gènere que havia vist nombrosos exemples basats en text a partir de 1969 i el joc gràfic Moonlander (1973). Delman i Rich Moore llavors van desenvolupar el joc en si. Va ser el primer joc basat en vectors d'Atari i el primer videojoc de múltiples perspectives, canviant de visió a mesura que el mòdul s'apropa a la Lluna. Lunar Lander va vendre 4.830 unitats, un èxit moderat, però aviat va ser superat pel Asteroids de novembre de 1979, i 300 unitats del Asteroids van ser fabricats en màquines de Lunar Lander. Lunar Lander va ser un dels dos primers jocs en registrar-se a l'Oficina dels Drets d'Autor dels Estats Units, tot i que els jocs anteriors del gènere van mantenir patent del joc. Va ser un dels primers jocs portats per Atari al seu portal com a videojoc de navegador web i va aparèixer en una exhibició d'art del Science Gallery de Dublín.